# فرانك أوستين
فرانك أوستين (بالإنجليزية: Frank Austin)‏ (6 يوليو 1933 بستوك أون ترينت في المملكة المتحدة - 14 يوليو 2004 في المملكة المتحدة) هو لاعب كرة قدم بريطاني في مركز الظهير. لعب مع كوفنتري سيتي ونادي توركي يونايتد ونادي تشيلمسفورد.